# Сан-Мартинью-ди-Ресезиньюш
Сан-Мартинью-де-Ресезиньюш (порт. São Martinho de Recezinhos)  —  район (фрегезия) в Португалии,  входит в округ Порту. Является составной частью муниципалитета  Пенафиел. По старому административному делению, входил в провинцию Дору-Литорал. Входит в экономико-статистический  субрегион Тамега, который входит в Северный регион. Население составляет 1873 человека на 2001 год. Занимает площадь 5,44 км².